# Гецман, Анисья Фоминична
Анисья Фоминична Гецман (10 августа 1915, д. Красногорки, Несвижский район — 1999 год) — звеньевая колхоза имени Ворошилова Столбцовского района Барановичской области, Белорусская ССР. Герой Социалистического Труда (1950).

## Биография
Участница партизанского движения в Беларуси в годы Великой Отечественной войны, связная партизанского отряда имени Н. Н. Воронова бригады имени Г. К. Жукова. В 1947-66 звеньевая льноводческого звена колхоза имени Ворошилова Столбцовского района. Звание Героя присвоено 29 августа 1950 года за получение высокого урожая льна и льноволокна. Депутат Верховного Совета БССР в 1951-55.
Скончалась в 1999 году.